# Bradley (Illinois)
Pour les articles homonymes, voir Bradley.
Bradley est un village du comté de Kankakee en Illinois, aux États-Unis.

## Histoire
Fondée en 1891, la localité s'est d'abord appelée North Kankakee.

## Source
- (en) Cet article est partiellement ou en totalité issu de l’article de Wikipédia en anglais intitulé « Bradley, Illinois » (voir la liste des auteurs).